# ممجة (ذي السفال)

تعديل مصدري - تعديل

ممجة محلة تابعة لقرية شقح، التابعة لعزلة شقح وطانف بمديرية ذي السفال إحدى مديريات محافظة إب في الجمهورية اليمنية، بلغ تعداد سكانها 57 حسب تعداد اليمن لعام 2004.